# Xã Oakport, Quận Clay, Minnesota
Xã Oakport (tiếng Anh: Oakport Township) là một xã thuộc quận Clay, tiểu bang Minnesota, Hoa Kỳ. Năm 2010, dân số của xã này là 1.797 người.